# Baard Owe
Baard Owe (født 3. juli 1936 i Mosjøen, Norge, død 11. november 2017) var en norskfødt dansk skuespiller.
Owe blev uddannet fra Statens Teaterskole i Oslo 1956 og rejste til Danmark, hvor elevtiden fortsatte på Aalborg Teater frem til 1958.
Efter en række engagementer på forskellige teatre op gennem 1960'erne uddannede Baard Owe sig til zoneterapeut og forsøgte sig også med et teologistudium. I 1962 deltog han i Dansk Melodi Grand Prix 1962.
Som skuespiller var Owe især kendt fra Riget som professor Bondo og fra serien Hotellet, hvor han spillede altmuligmand.
Han var gift med skuespillerinden Marie-Louise Coninck og var far til børnene David Owe, Anja Owe og Rebekka Owe, som alle tre er uddannede skuespillere, samt Benjamin Owe.
Desuden er Baard Owe kendt for træningssystemet ToDo. ToDo er et træningssystem orienteret mod at udvikle skuespillerens fysiske og psykiske balance. ToDo integrerer principper fra kung fu og yoga.[kilde mangler]

## Filmografi
Film
- Jetpiloter (1961)
- Gøngehøvdingen (1961)
- Den hvide hingst (1961)
- Sikke'n familie (1963)
- Hvis lille pige er du? (1963)
- Episode (1963)
- Gertrud (1964)
- Gys og gæve tanter (1966)
- Krybskytterne på Næsbygaard (1966)
- Søskende (1966)
- Brødrene på Uglegården (1967)
- Smukke Arne og Rosa (1967)
- Det var en lørdag aften (1968)
- Smuglere (1968)
- Christa (1970)
- Sønnen fra Vingården (1975)
- Violer er blå (1975)
- Strømer (1976)
- Brand-Børge rykker ud (1976)
- Forræderne (1983)
- Suzanne og Leonard (1984)
- Arilds tid (1988)
- Notater om kærligheden (1989)
- Drengene fra Sankt Petri (1991)
- Europa (1991)
- Sort høst (1993)
- Drömmen om Rita (1993)
- To mand i en sofa (1994)
- Trollsyn (1994)
- Portland (1996)
- Ørnens øje (1997)
- Dykkerne (2000)
- Charlie Butterfly (2002)
- Torremolinos 73 (2003)
- O'Horten (2007)
- Comeback (2008)
- Det som ingen ved (2008)
- Julefrokosten (2009)
- Headhunterne (2011)
- Headhunterne (2011)
- Lad de døde hvile (2017)
- Good Favour (2017)
- Christian IV - Den sidste rejse (2018)
- Good Favour (2018)

Tv
- Huset på Christianshavn (1970-1977) (Mand fra brandtilsynet i afsnit 3)
- En by i Provinsen (1977-1980) (Marcus Faber afsnit 11)
- Fortsættelse følger (1977) (Hugo afsnit 1, 2 og 3)
- Fiskerne (1977) (Kjeld)
- Niels Klims underjordiske rejse (1984) (Tomopoloko afsnit 3)
- Landsbyen (1991-1996) (tilflytter afsnit 3 og 4)
- Riget (1994) (Palle Bondo afsnit 1, 2, 3 og 4)
- Charlot og Charlotte (1996) (Pastor Zeem)
- Taxa (1997-1999) (vennen afsnit 14)
- Riget 2 (1997) (Palle Bondo afsnit 1, 2, 3 og 4)
- Hotellet (2000-2002) (John - altmuligmand)
- Langt fra Las Vegas (2001-2003) (afsnit 27 - Polle Pot, klovn)